# Héctor Grossi
Héctor Grossi (Buenos Aires, Argentina, 25 de agosto de 1921 – ídem. 1 de septiembre de 2002) fue un periodista, guionista y crítico de cine de larga trayectoria en su país.

## Actividad profesional
En 1955 comenzó su labor como periodista publicando su primera nota en la revista El Hogar. Realizó crítica cinematográfica en la radiofonía y televisión, trabajó en publicaciones del país como Análisis, Convicción, Primera Plana, Redacción, Siete Días y Somos, y colaboró en prestigiosas publicaciones extranjeras. Sobre su paso en Convicción, donde ejerció la subdirección, el periodista Claudio Uriarte dice que Grossi era un "personaje en general neutro, que venía de la crítica de cine que no tenía la menor noción de lo que era la sección política".
Tuvo cargos directivos en la Asociación de Cronistas Cinematográficos de la Argentina desde 1958 y fue jefe de prensa del Festival Internacional de Cine de Mar del Plata entre 1960 y 1964. Condujo la temporada de 1968 de la -serie documental Ayer. Fue uno de los coautores del libro Censura en el cine. Como guionista participó en dos filmes dirigidos por Manuel Antín, Circe (1964) e Intimidad de los parques (1965), ambos basados en cuentos de Julio Cortázar; de la adaptación del poema gauchesco Martín Fierro de José Hernández que dirigió Torre Nilsson (1968), del guion de Turismo de carretera de Rodolfo Kuhn (1968) y de Juan Lamaglia y Sra. de Raúl de la Torre (1970).

## Premio
Fue galardonado en 1971 con el Premio Cóndor de Plata de la Asociación de Cronistas Cinematográficos de Argentina al Mejor Guion Original (compartido con Raúl de la Torre) por el filme Juan Lamaglia y señora.

## Filmografía
Intérprete
- Después de ayer (1989)

Guionista
- Juan Lamaglia y Sra. (1970)
- Martín Fierro (1968)
- Turismo de carretera (1968)
- Intimidad de los parques (1965)
- Circe (1964)

Idea original
- La Madre María (1974)

Dirección de producción
- Noches sin lunas ni soles (1984)